# Batalla d'Azaz
En la batalla d'Azaz les forces dels estats croats, comandades pel rei Balduí II de Jerusalem, derrotaren l'exèrcit dels turcs seljúcides que tenia com a cap a Aq-Sunqur il-Bursuqi, l'11 de juny del 1125 —o el 13 de juny segons una altra font— i aixecaren el setge que havien posat a la ciutat.

## Context
El 1118, Joscelí I d'Edessa havaia capturat Azaz, ciutat del nord de Síria, que estava sota control de l'atabeg d'Alep. L'any següent els croats, comandats per Roger de Salern, patiren una greu derrota en la batalla d'Ager sanguinis, i el rei Balduí II de Jerusalem fou capturat per Nur al-Dawla Balak mentre patrullava pel Comtat d'Edessa el 1123.

## Preludi
El 1124 Balduí II fou alliberat i gairebé immediatament després muntà un setge a la ciutat d'Alep, el 8 d'octubre del 1124. Això atraié l'atenció d'il-Bursuqi, l'atabeg de Mossul. Il-Bursuqi marxà cap al sud per trencar el setge d'Alep. Malgrat que la ciutat ja estava a punt de rendir-se el gener del 1125, després de tres mesos de blocatge, el rei Balduí decidí retirar-se i evitar l'enfrontament amb les tropes que venien de Mossul.

## Batalla
Més endavant, al-Bursuqí (que també havia rebut tropes enviades per Tughtikín de Damasc) assetjà la ciutat d'Azaz, situada al nord d'Alep, en territori pertanyent al Comtat d'Edessa. Balduí II, Lleó I d'Armènia Menor, Joscelí I i Ponç de Trípoli, amb una força de 1.100 cavallers resultat de la unió militar dels respectius territoris (incloent cavallers vinguts d'Antioquia, on Balduí era regent), més 2.000 d'infanteria, s'aplegaren als afores d'Azaz, on l'atabeg tenia un exèrcit molt més nombrós. Balduí donà ordre a les seves tropes per simular una retirada i així allunyar els seljúcides d'Azaz i portar-los a un lloc on l'enemic quedaria envoltat. Després d'una llarga i sanguinària batalla, els seljúcides foren derrotats i el seu campament capturat per Balduí, el qual obtingué prou botí com per poder pagar el rescat dels presos cristians que els seljúcides havien pres en el darrer enfrontament, un dels quals era Joscelí, que més endavant seria comte d'Edessa.

## Conseqüències
Al Bursuqi es retirà a Alep i deixà el seu fill Masud com a governador, després travessà l'Eufrates cap a Mossul, on aplegà més tropes per continuar la guerra. A més d'alliberar Azaz, aquesta victòria permeté als croats recuperar l'àrea d'influència que havien perdut en Ager Sanguinis. Balduí tenia plans per atacar Alep una altra vegada, però llavors Antioquia, que havia estat transferida a Bohemon II quan assolí la majoria d'edat el 1126, començà una guerra amb el Comtat d'Edessa i els plans se n'anaren en orris. Alep i Mossul acabarien unides sota Zengi I el 1128, i això feu que el control dels croats al nord de Síria comencés a perdre força.

## Baixes
El nombre de soldats musulmans morts fou més de 1.000, segons Alí ibn al-Athir. Les xifres que dona Guillem de Tir són: 24 croats morts i 2.000 musulmans. Fulqueri de Chartres fa un recompte de: 5 emirs i 2.000 soldats morts, mentre que Mateu d'Edessa estima que van ser: 15 emirs i 5.000 soldats morts.